# 여류왕장전
키리시마주조배 여류왕장전(霧島酒造杯女流王将戦)은 바둑 장기 채널 주최의 쇼기 기전이다. 도전기 형식의 여류 타이틀전(백령전, 청려전, 마이나비 여자오픈, 여류왕좌전, 여류명인전, 여류왕위전, 여류왕장전, 쿠라시키토우카전) 중 서열 7위이다. 쇼기의 타이틀전 중 유일한 TV기전으로, 바둑 장기 채널 및 쇼기프리미엄에서 방송된다.

## 연혁
- 1978년 "쇼기매거진"[b] 주최, 나카하라 마코토 쇼기 살롱 후원의 형태로 창설.
- 1993년(제15기)까지 쇼기매거진과 "주식시장신문"[c]이 공동주최.
- 1994년(제16기)부터 2008년(제30기)까지는 닛칸스포츠가 주최.
- 2004년부터 키리시마 주조(霧島酒造)가 협찬하여, 기전 정식 명칭이 "웰니스 미야코노조 키리시마배 여류왕장전(ウエルネス都城霧島杯女流王将戦)"으로 변경.
- 2007년부터 2년간 나카토(ナカト)[d]가 스폰서에 추가되어 기전 정식 명칭이 "웰니스 미야코노조 키리시마배 & 나카토 상 여류왕장전(ウエルネス都城霧島杯＆中戸賞女流王将戦)"으로 변경
- 2008년 제30기를 끝으로 여류왕장전이 중단됨이 발표.[2]
- 2009년 일본쇼기연맹과 "새틀라이트 컬쳐 재팬"[e]이 주최하고 키리시마 주조가 계속해서 협찬, BTV케이블TV주식회사(BTVケーブルテレビ株式会社, 구 미야코노조 케이블TV)가 협력하는 형태로 "키리시마주조배 여류왕장전(霧島酒造杯女流王将戦)"이라는 명칭으로, TV기전[f]의 형태로 재개[3]
- 2009년 제31기에는 8명의 선발인원[g]이 참가하는 형태로 진행[3]
- 2010년 제32기에는 일본쇼기연맹 소속 전 여류기사 및 LPSA 소속 여류기사 5명[h], 아마추어 5명[i]이 참가.[4]
- 2011년 제33기부터 소속과 관련없이 현역 여류기사 전원에게 문호 개방
- 2018년 제40기부터 타이틀전 3번기를 생중계(그 외 예선 및 본선 대국은 녹화중계 유지)

## 방식
예선과 본선을 통해 도전자를 선발하고, 도전자와 여류왕장이 10~11월에 3번기를 두어 승자가 차기 여류왕장이 된다.

### 예선
시드자를 제외한 현역 여류기사 전원과 아마추어 대표 5명이 참가한다. 본선 정원 16명에서 시드자 숫자를 뺀 만큼의 조로 나뉘어 싱글 엘리미네이션 토너먼트 방식으로 각 조 우승자를 가린다. 각 조마다 하루에 모든 경기를 소화하여(한 사람이 최대 3국) 그 날 중에 해당 조 진출자를 결정한다. 제한시간은 각 25분(체스클록 방식)에 40초 초읽기이다.

### 본선
시드자(전기 도전자결정전 출장자, 여류 타이틀 홀더, 전기 4강의 순으로 4명 선출)와 예선 통과자 도합 16명이 참가하는 싱글 엘리미네이션 토너먼트이다. 제한시간은 각 25분(체스클록 방식)에 40초 초읽기이다.

### 도전기
여류왕장과 도전자가 5번기를 두어서 승자가 차기 여류왕장이 된다. 제한시간은 각 3시간(체스클록 방식)에 1분 초읽기이다.

## 영세칭호
여류 왕장 타이틀을 통산 5기 획득한 여류기사에게 "퀸 왕장"의 칭호가 주어진다.

## 역대 결승 결과
※ 전적은 우승자 기준으로 O = 승, X = 패, 千 = 천일수, 持 = 지쇼기를 나타낸다.
| 기 | 연도 | 우승자          | 전적  | 준우승자        | 비고                                                            |
| -- | ---- | --------------- | ----- | --------------- | --------------------------------------------------------------- |
| 1  | 1978 | 타코지마 아키코 | OXO   | 야마시타 카즈코 | 홍(紅)/백(白) 두 조로 나뉘어 리그전을 진행하여 번기 진출자 선발 |
| 2  | 1979 | 타코지마 아키코 | OXO   | 모리야스 타에코 | 도전자 결정리그가 6명이 참가하는 단일 리그로 변경               |
| 3  | 1980 | 타코지마 아키코 | OO    | 타니가와 하루에 |                                                                 |
| 4  | 1981 | 하야시바 나오코 | OO    | 타코지마 아키코 | 하야시바 역대 최연소 타이틀(14세)                               |
| 5  | 1982 | 하야시바 나오코 | XOO   | 나카이 히로에   |                                                                 |
| 6  | 1983 | 하야시바 나오코 | OO    | 나가사와 치카코 |                                                                 |
| 7  | 1984 | 하야시바 나오코 | OXO   | 나카이 히로에   | 도전자결정리그 정원이 7명으로 변경                              |
| 8  | 1985 | 하야시바 나오코 | XOO   | 나카이 히로에   |                                                                 |
| 9  | 1986 | 하야시바 나오코 | OO    | 세키네 키요코   |                                                                 |
| 10 | 1987 | 하야시바 나오코 | XOO   | 나카이 히로에   |                                                                 |
| 11 | 1988 | 하야시바 나오코 | XOO   | 나카이 히로에   |                                                                 |
| 12 | 1989 | 하야시바 나오코 | OO    | 야마다 쿠미     |                                                                 |
| 13 | 1990 | 하야시바 나오코 | OO    | 사이다 하루코   | 하야시바 퀸 왕장 획득                                           |
| 14 | 1991 | 시미즈 이치요   | OXO   | 하야시바 나오코 |                                                                 |
| 15 | 1993 | 시미즈 이치요   | OO    | 하야시바 나오코 | 도전자결정리그 정원이 8명으로 변경                              |
| 16 | 1994 | 사이다 하루코   | OO    | 시미즈 이치요   |                                                                 |
| 17 | 1995 | 나카이 히로에   | XOOXO | 사이다 하루코   |                                                                 |
| 18 | 1996 | 시미즈 이치요   | OXXOO | 나카이 히로에   | 시미즈 여류 타이틀 독점 (4관왕)                                 |
| 19 | 1997 | 사이다 하루코   | XOXOO | 시미즈 이치요   |                                                                 |
| 20 | 1998 | 시미즈 이치요   | OOO   | 사이다 하루코   |                                                                 |
| 21 | 1999 | 이시바시 사치오 | XXOOO | 시미즈 이치요   |                                                                 |
| 22 | 2000 | 시미즈 이치요   | OXOO  | 이시바시 사치오 | 시미즈 퀸 왕장 획득                                             |
| 23 | 2001 | 시미즈 이치요   | XOOO  | 야우치 리에코   |                                                                 |
| 24 | 2002 | 나카이 히로에   | OOO   | 시미즈 이치요   |                                                                 |
| 25 | 2003 | 나카이 히로에   | OOO   | 이시바시 사치오 | 본선이 토너먼트 방식으로 변경                                   |
| 26 | 2004 | 나카이 히로에   | OOXO  | 이시바시 사치오 |                                                                 |
| 27 | 2005 | 치바 료코       | OOO   | 나카이 히로에   |                                                                 |
| 28 | 2006 | 치바 료코       | OXXOO | 나카이 히로에   |                                                                 |
| 29 | 2007 | 시미즈 이치요   | XOOO  | 치바 료코       |                                                                 |
| 30 | 2008 | 시미즈 이치요   | OOXO  | 야우치 리에코   |                                                                 |
| 31 | 2009 | 시미즈 이치요   | OO    | 우에다 하츠미   | 8명의 선발인원만이 참가                                         |
| 32 | 2010 | 사토미 카나     | XOO   | 시미즈 이치요   |                                                                 |
| 33 | 2011 | 사토미 카나     | OO    | 이시바시 사치오 |                                                                 |
| 34 | 2012 | 사토미 카나     | XOO   | 나카무라 마리카 |                                                                 |
| 35 | 2013 | 카가와 마나오   | OXO   | 사토미 카나     |                                                                 |
| 36 | 2014 | 카가와 마나오   | XOO   | 시미즈 이치요   |                                                                 |
| 37 | 2015 | 사토미 카나     | OO    | 카가와 마나오   |                                                                 |
| 38 | 2016 | 사토미 카나     | OO    | 카가와 마나오   | 사토미 퀸 왕장 획득                                             |
| 39 | 2017 | 사토미 카나     | OO    | 이토 사에       |                                                                 |
| 40 | 2018 | 사토미 카나     | OO    | 카토 모모코     |                                                                 |
| 41 | 2019 | 니시야마 토모카 | OXO   | 사토미 카나     |                                                                 |
| 42 | 2020 | 니시야마 토모카 | OXO   | 무로야 유키     |                                                                 |

### 내용주
1. ↑  바둑 장기 채널에서 운영하는 인터넷 방송국
2. ↑  일본쇼기연맹이 1978년부터 1996년까지 발행한 쇼기 전문 월간지
3. ↑  1956년에 창간된 증권 전문지. 2009년에 폐간
4. ↑  아오모리현 오이라세정의 의류점
5. ↑  바둑 장기 채널의 운영회사로서 당시 이미 은하전을 주최하고 있었다. 2010년에 "주식회사 바둑 장기 채널(株式会社囲碁将棋チャンネル)"로 사명 변경
6. ↑  전 경기 녹화방송
7. ↑  야우치 리에코 여왕, 스즈키 칸나 여류초단, 치바 료코 여류3단, 이와네 시노부 여류2단 (이상 전기 4강진출자 시드), 이시바시 사치오 여류왕위, 사토미 카나 쿠라시키토우카 (이상 타이틀보유자 시드), 우에다 하츠미 여류2단 (1년간의 각 기전 성적을 토대로 산정한 포인트랭킹 시드), 카사이 유키 여류아마명인(주최자 특별추천). 칭호는 모두 당시 기준.
8. ↑  각자 스폰서를 물색하기로 하였으나 결과적으로 쇼기연맹이 단독으로 주최하게 된 점과 예산상의 이유를 들어 참가 인원수를 한정
9. ↑  초등학생, 중학생, 고등학생, 대학생, 일반 대표 각 1명
10. ↑  하야시바의 10연패를 기리기 위해 이 해에 퀸 왕장 칭호 창설. 단 현재 하야시바는 일본쇼기연맹을 탈퇴하여서 칭호 상실
11. ↑  이 해부터 번기가 치러진 해를 개최연도로 간주하는 것으로 변경